# Antraigues-sur-Volane
Antraigues-sur-Volane is een plaats en voormalige gemeente in het Franse departement Ardèche (regio Auvergne-Rhône-Alpes) en telt 581 inwoners (2005), die Antraiguains worden genoemd. De plaats maakt deel uit van het arrondissement Largentière. Antraigues-sur-Volane is op 1 januari 2019 gefuseerd met de gemeente Asperjoc tot de gemeente Vallées-d'Antraigues-Asperjoc. 

## Geografie
De oppervlakte van Antraigues-sur-Volane bedraagt 13,3 km², de bevolkingsdichtheid is 43,7 inwoners per km².
De onderstaande kaart toont de ligging van Antraigues-sur-Volane met de belangrijkste infrastructuur en aangrenzende gemeenten.

## Demografie
Onderstaande figuur toont het verloop van het inwonertal (bron: INSEE-tellingen).

Vanwege een beveiligingsprobleem met de MediaWiki Graph-software is het momenteel niet mogelijk deze grafiek weer te geven. Zodra de software is bijgewerkt zal de grafiek vanzelf weer zichtbaar worden.

## Inwoners
Tot de bekendste inwoners van de plaats behoorde de Franse zanger Jean Ferrat. De omgeving inspireerde hem tot het lied La Montagne (door Wim Sonneveld later gezongen als Het dorp). Jean Ferrat overleed in maart 2010 en werd in Antraigues-sur-Volane begraven.